# Yacine Douma
Yacine Douma (ur. 5 kwietnia 1973) – francuski judoka.
Zajął piąte miejsce na mistrzostwach świata w 1997; uczestnik zawodów w 1999 i 2001; trzeci w drużynie w 1998 i 2002. Startował w Pucharze Świata w latach 1992, 1993, 1995-2001 i 2004. Mistrz Europy w 2002, drugi w 1997, piąty w 1995, a także zdobył cztery medale w drużynie. Drugi na akademickich MŚ w 1996. Wygrał uniwersjadę w 1999. Mistrz Europy juniorów w 1992. Mistrz Francji w 1993 i 1994 roku.